# Egle asiatica
Egle asiatica är en tvåvingeart som beskrevs av Willi Hennig 1976. Egle asiatica ingår i släktet Egle och familjen blomsterflugor. Inga underarter finns listade i Catalogue of Life.